# Agrotis leroyi
Agrotis leroyi är en fjärilsart som beskrevs av Lucas 1940. Agrotis leroyi ingår i släktet Agrotis och familjen nattflyn. Inga underarter finns listade i Catalogue of Life.